# Stéphane Guillaume
Stéphane Guillaume (* 12. Oktober 1974 in Le Plessis-Bouchard, Val d´Oise) ist ein französischer Jazz-Saxophonist, -klarinettist und -flötist.

## Leben und Wirken
Guillaume studierte am Conservatoire de Paris klassisches Saxophon (wobei er einen Ersten Preis gewann) und trat seit dem Alter von siebzehn Jahren als Jazzmusiker auf, unter anderem mit Jean Bonal, Jacques Vidal, Ted Hawke. Ab 1994 war er im Orchestre National de Jazz unter Laurent Cugny, mit dem er auch drei Alben aufnahm. Dort traf er unter anderem mit Maria Schneider, Enrico Rava, Lucky Peterson, Tommy Smith.
1996 nahm er sein Debütalbum unter eigenem Namen Miage auf. Er spielte 1996 bis 2002 bei Y´aka Sax, 1997 bis 2001 in der Big Band Lumière von Laurent Cugny, 1997 bis 2003 im Jazz Ensemble von Patrice Caratini und im Quintett von Stéphane Huchard. 1998 bis 2002 spielte er in der Cricca von Umberto Pagnini, 1998 bis 2005 im Quintett von  Gueorgui Kornazov und 1999 bis 2003 im Quintett von Frédéric Favarel. Er begleitete 2000/2001 Claude Nougaro auf dessen Tournee, spielte im Septett von Christian Escoudé (2003 bis 2006), mit dem New Quartet von Didier Lockwood (2002 bis 2007), der Paris Jazz Big Band von Pierre Bertrand und Nicolas Folmer, im Quartett von Benoît Sourisse und André Charlier (2003 bis 2009), im Quintett von Christophe Wallemme (2003 bis 2009), im Tentett von Hervé Sellin (2005 bis 2009), im Ilium Septett von Pierre de Bethmann (2006 bis 2010), im New Large Ensemble von Carine Bonnefoy und nahm 2008 am Blauklang Projekt von Vince Mendoza teil.
2004 nahm er erneut ein eigenes Album auf (Soul Role, O-Plus) mit eigenem Quartett (Frédéric Favarel (Gitarre), Marc Buronfosse (Bass), Antoine Banville (Schlagzeug)). 2006 folgte ein weiteres Album Intra-Muros (Harmonia Mundi) und 2009 Windmills Chronicles (Gemini Records), in dem sein Quartett in Dialog mit sieben Blechbläsern tritt. Die Idee dazu kam ihm, nachdem er 2008 in der Oper von Lyon spielte. Dieses Album erhielt 2009 den Preis als bestes französisches Album bei der Academie du Jazz. 2011 trat er mit seinem Brass Project auf dem Paris Jazz Festival auf.
2009 erhielt er den Prix Django Reinhardt.
Er unterrichtete am Centre des Musiques Didier Lockwood.